# Vincelles (Jura)
Pour les articles homonymes, voir Vincelles.
Vincelles est une ancienne commune française située dans le département du Jura en région Bourgogne-Franche-Comté.
Le 1er janvier 2017, elle fusionne avec Bonnaud, Grusse et Vercia pour former la commune nouvelle de Val-Sonnette.
Les habitants de Vincelles se nomment les Vincellois et Vincelloises.

## Géographie
La moitié est de la commune de Vincelles (dont le village) fait partie du Revermont, tandis que la moitié ouest (et notamment Bonnaisod) fait partie de la Bresse.

## Histoire
Entre 1790 et 1794, Vincelles absorbe la commune éphémère de Bonaisot.
Écriture actuelle : Bonnaisod.
Ce n'est qu'en 1846 que la population de Bonnaisod est comptabilisée avec celle de Vincelles[réf. nécessaire].
Un gisement de lignite est découvert en 1855 entre les villages d'Orbagna et de Sainte-Agnès. Une concession est accordée le 24 mai 1859 mais aucune exploitation n'a lieu.

### 21 juin 1944
On trouve dans le village plusieurs plaques émaillées portant l'inscription : "Victime de la barbarie allemande ici tomba le 21 juin 1944.....". L'une porte le nom de Léopold Cordier, une celui de Fernand Duval et une celui du Commandant Bernard Lescot. Il s'agit vraisemblablement de maquisards tués dans les opérations menées par la Wehrmacht contre la résistance.

## Héraldique
| Blason de Vincelles | Blason  | D’azur à la représentation de la ville d’or à dextre et d’argent à senestre, essorée de gueules, à la champagne crénelée d’or, les merlons coupés d’argent et d’or, les créneaux coupés et remplis du champ et d’argent, le champagne chargée de l’inscription « VINI CELLA » de sable. |
| Blason de Vincelles | Détails | Le statut officiel du blason reste à déterminer. |

## Politique et administration
| Période    | Période   | Identité        | Étiquette | Qualité                                              |
| ---------- | --------- | --------------- | --------- | ---------------------------------------------------- |
| avant 1981 | ?         | Georges Vaillat | PS        | Conseiller général du canton de Beaufort (1973-1992) |
| mars 2001  | mars 2008 | Michel Poupon   |           |                                                      |
| mars 2008  | En cours  | Brigitte Monnet | EELV      | Retraitée Fonction publique Conseillère régionale    |

## Démographie
L'évolution du nombre d'habitants est connue à travers les recensements de la population effectués dans la commune depuis 1793. À partir du 1er janvier 2009, les populations légales des communes sont publiées annuellement dans le cadre d'un recensement qui repose désormais sur une collecte d'information annuelle, concernant successivement tous les territoires communaux au cours d'une période de cinq ans. 
Pour les communes de moins de 10 000 habitants, une enquête de recensement portant sur toute la population est réalisée tous les cinq ans, les populations légales des années intermédiaires étant quant à elles estimées par interpolation ou extrapolation. Pour la commune, le premier recensement exhaustif entrant dans le cadre du nouveau dispositif a été réalisé en 2005,.
En 2014, la commune comptait 381 habitants, en évolution de +2,7 % par rapport à 2009 (Jura : −0,23 %, France hors Mayotte : +2,49 %).
| 1793 | 1800 | 1806 | 1821 | 1831 | 1836 | 1841 | 1846 | 1851 |
| ---- | ---- | ---- | ---- | ---- | ---- | ---- | ---- | ---- |
| 592  | 696  | 682  | 570  | 670  | 669  | 701  | 679  | 635  |

| 1856 | 1861 | 1866 | 1872 | 1876 | 1881 | 1886 | 1891 | 1896 |
| ---- | ---- | ---- | ---- | ---- | ---- | ---- | ---- | ---- |
| 618  | 609  | 614  | 559  | 576  | 561  | 570  | 549  | 545  |

| 1901 | 1906 | 1911 | 1921 | 1926 | 1931 | 1936 | 1946 | 1954 |
| ---- | ---- | ---- | ---- | ---- | ---- | ---- | ---- | ---- |
| 562  | 549  | 527  | 418  | 417  | 369  | 384  | 328  | 320  |

| 1962 | 1968 | 1975 | 1982 | 1990 | 1999 | 2005 | 2010 | 2014 |
| ---- | ---- | ---- | ---- | ---- | ---- | ---- | ---- | ---- |
| 308  | 279  | 257  | 271  | 356  | 362  | 349  | 386  | 381  |

## Personnalités liées à la commune
- Désiré Barodet (1823-1906), parlementaire français, est mort à Vincelles (ce que rappelle une plaque fixée à la façade de la mairie)[7].